# 格銳目定律
格雷姆定律（英語：Graham's Law）說明定溫定壓時，气体的隙流速率與其气体微粒质量的平方根成反比。此定律由蘇格蘭化學家托马斯·格雷姆於1831年在实验的基础上提出，其形式为：{\displaystyle {\frac {Rate_{1}}{Rate_{2}}}={\sqrt {\frac {M_{2}}{M_{1}}}}}这里的{\displaystyle Rate_{1}}和{\displaystyle Rate_{2}}分别是第一种和第二种气体的隙流速率，单位为单位时间多少体积或多少摩尔数，{\displaystyle M_{1}}和{\displaystyle M_{2}}分别是两种气体的分子量。在气体中各处的密度差别不大的情况下，格锐目定律可以用来估算气体的扩散速率比。

## 应用实例
格锐目定律可以用于解释一些生活中的常见现象，比如充满氦气的气球，由于氦的分子量（约为4）小于空气的平均分子量（约为29），氦气通过气球表面的小孔逸出的速度大约是空气进入气球速度的2.7倍，故氦气球的体积会逐渐减小，浮力也随之变小。另一个常见的应用就是用隙流方法分离同位素，天然的铀元素中只含0.72%的235U和99.28%的238U，將235U和238U與氟反應生成235UF6和238UF6並加熱成氣態，然后通过多孔板，尽管235UF6的隙流速率仅仅是238UF6的1.004倍，但经过多个多孔挡板之后，235UF6就会走在最前面，富集之后就是浓缩铀，可用于反应堆（含3%的235U）和制造核潜艇的燃料（含20%的235U)。